# Нахічеванська Автономна Радянська Соціалістична Республіка
Нахічева́нська Автоно́мна Радя́нська Соціалісти́чна Респу́бліка (азерб. Нахчыван Мухтар Совет Сосиалист Республикасы (Naxçıvan Muxtar Sovet Sosialist Respublikası)) — автономна республіка у складі Азербайджанської РСР. Існувала з 1924 по 1990 рр., після чого в листопаді 1990 її було перетворено в Нахічеванську Автономну Республіку.